# 甘い贅沢
「甘い贅沢」（あまいぜいたく）は、日本の歌手、MEGの8枚目のシングルである。

## 概要
- 3000枚限定でのリリース、最後のインディーズシングルとなった。
- のちのインタビューで本作について「既にメジャー移籍が決まっていたけど、すぐにでもライブでやりたい！絶対良い曲だ、って思ってたから直前に枚数限定で滑り込み制作した」と語っている（単独本「MEG FILES」にて）。
- 中田ヤスタカによる初のオリジナルプロデュース作品であり、ハッピーでキラキラしたダンスチューンに仕上げられている。
- カップリング「恋の爆弾」は安西マリアの同名曲のカヴァーである。曲の冒頭にcapsuleの「space station No.9」で使われたサンプリング音声が使用されている。
- 「甘い贅沢」は後にユニバーサルミュージック移籍第1弾アルバム『BEAM』に収録されたが、このカップリング「恋の爆弾」は現在もアルバム未収録となっている。

## 収録曲
1. 甘い贅沢
  - 作詞：MEG / 作曲：中田ヤスタカ
2. 恋の爆弾
  - 作詞：安井かずみ / 作曲：かまやつひろし
3. 甘い贅沢 <extended mix>